# Songs Forever
Songs Forever è un album in studio del cantante tedesco Thomas Anders, pubblicato nel 2006. 
Nel disco sono presenti molte cover di brani swing.

## Tracce
1. Songs That Live Forever (Thomas Anders, Lukas Hilbert, Achim Brochhausen) — 3:02
2. Cry for Help (Rick Astley, Rob Fisher) — 4:17
3. For Your Eyes Only (Bill Conti, Michael Leeson) — 4:06
4. Have I Told You Lately (Van Morrison) — 3:45
5. All Around the World (Lisa Stansfield, I. Devaney, A. Morris) — 4:01
6. Some People (Alan Tarney) — 4:02
7. Tell It to My Heart (Seth Swirsky, Ernie Gold) — 4:26
8. Do You Really Want to Hurt Me (Boy George) — 3:37
9. Is This Love (John Sykes, David Coverdale) — 3:36
10. Sweet Dreams (Dave Stewart, Annie Lennox) — 4:39
11. Arthur's Theme (Burt Bacharach, Christopher Cross) — 4:08
12. You're My Heart, You're My Soul (Steve Benson) — 4:25
13. True (Gary James Kemp) — 4:54
14. Songs That Live Forever (Special Grand Prix Version) (Thomas Anders, Lukas Hilbert, Achim Brochhausen) — 2:57